# Salvatore Licitra
Salvatore Licitra (Berna, Suiza; 10 de agosto de 1968-Catania, Italia; 5 de septiembre de 2011) fue un tenor italiano.

## Trayectoria
De padres sicilianos, creció en Milán. Estudió en Parma y con Carlo Bergonzi en Busseto.
Debutó en Un ballo in maschera en Parma en 1998, seguido por reemplazos en Verona de  Ballo, Rigoletto  y Aida hasta ser contratado por Riccardo Muti para La Scala en La forza del destino en 1999
En la Arena de Verona cantó Tosca y Madama Butterfly seguidos por la Scala de Milán, Madrid y Tokio. Regresó a Milán para Il trovatore con Muti, debutando luego en Nueva York  en la gala Richard Tucker.
En la Wiener Staatsoper cantó Tosca, e Il Trovatore en el Teatro Nacional de San Carlos de Lisboa.
El 11 de mayo de 2002 debutó en el Metropolitan Opera reemplazando a Luciano Pavarotti en Tosca, quien había cancelado imprevistamente.
Otros papeles que canta son Andrea Chénier, Ernani, Don Carlos, Pollione en Norma, Turiddu en Cavalleria rusticana y Canio en Pagliacci.
El 27 de agosto de 2011 tuvo un accidente cuando viajaba en su moto al perder el control de la misma en la localidad siciliana de Ragusa. El tenor fue trasladado a un hospital de Catania, donde falleció días más tarde. Fue enterrado en el cementerio de Vedano al Lambro en la Provincia de Monza y Brianza.

## Discografía
- Salvatore Licitra - The Debut / E lucevan le stelle
- Salvatore Licitra - Forbidden Love
- Salvatore Licitra e Marcelo Álvarez, Duetto
- Giuseppe Verdi: Il trovatore, Riccardo Muti - CD
- Giacomo Puccini: Tosca, Riccardo Muti - Cd-DVD